# Pônley (gmina)
Pônley (khm. ឃុំពន្លៃ) – gmina (khum) w północno-zachodniej Kambodży, we wschodniej części prowincji Bântéay Méanchey, w dystrykcie Phnum Srok. Stanowi jedną z 6 gmin dystryktu.

## Miejscowości
Na terenie gminy położonych jest 6 miejscowości:
- Ta Vong
- Pônley
- Svay Sa
- Svay Khmau
- Kouk Ta Sokh
- Pou Roam Bon